# Bertil Norström
Per Bertil Norström, född 9 september 1923 i Sala, död 6 september 2012 i Stockholm, var en svensk skådespelare och journalist. 

## Biografi

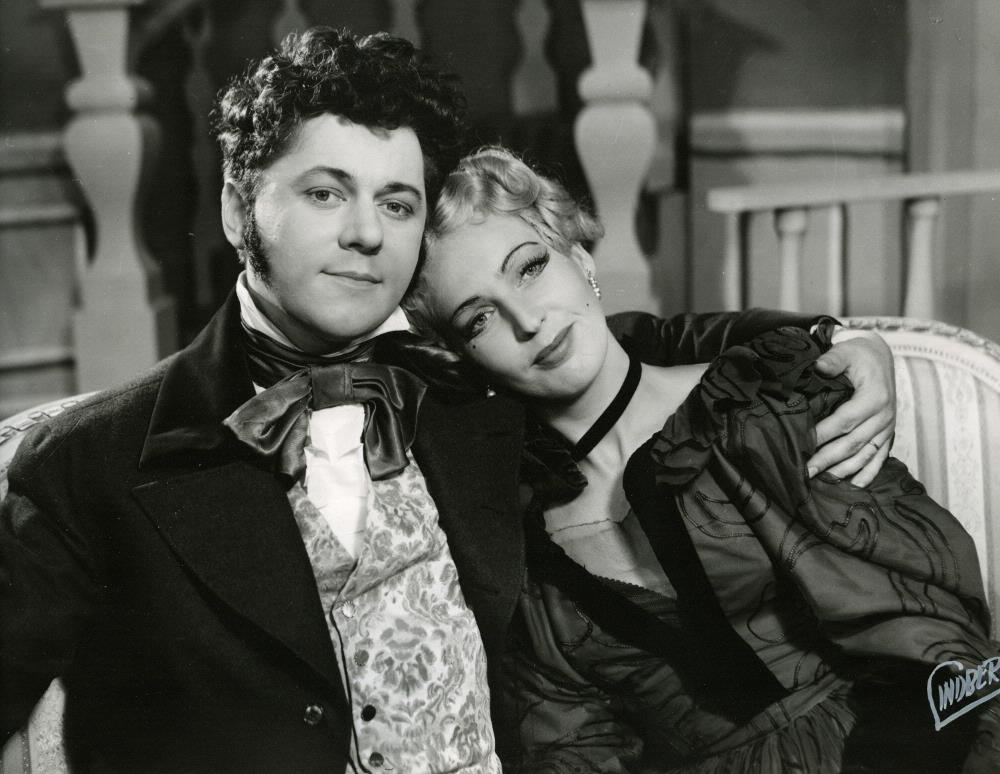
Bertil Norström och Ulrika Modin i Dårskapens timme på Helsingborgs stadsteater 1957.

Norström gjorde över 100 roller i svenska filmer och TV-serier, bland annat Varuhuset där han gestaltade lagerförmannen Bengt Persson.
Norström var journalist på Sala Allehanda, innan han började på Calle Flygares teaterskola. Sin första roll gjorde han i Eskapad på Oscarsteatern 1946. Mellan 1947 och 1953 arbetade han på Hippodromteatern och på Malmö stadsteater, för att 1953 fortsätta till Norrköping-Linköping stadsteater, som senare blev Östgötateatern. Han flyttade till Stockholm 1979 och arbetade på Stockholms stadsteater och på Dramaten. På Dramaten medverkade han bland annat i pjäserna Tre systrar (1999), Don Juan (1999) och Köpmannen i Venedig (2004).
Han var sedan 1947 gift med skådespelaren Margreth Weivers, med vilken han fick en son. Bertil Norström avled efter en tids sjukdom på ett sjukhem. Han är begravd på Lidingö kyrkogård. 

## Priser och utmärkelser
- 2005 – Litteris et Artibus

## Filmer och TV-serier
- 1947 – Två kvinnor
- 1956 – Ratataa
- 1960 – En av sju
- 1963 – Lyckan kommer
- 1963 – Smutsiga händer
- 1965 – Samspel
- 1966 – Pyromanerna
- 1966 – Woyzeck
- 1967 – Jag är nyfiken - gul
- 1967 – Trettondagsafton
- 1967 – ABC
- 1967 – Den nakne mannen och mannen i frack
- 1967 – Drottningens juvelsmycke (TV-serie)
- 1967 – Etienne
- 1968 – Komedi i Hägerskog
- 1968 – Lekar i kvinnohagen
- 1968 – Lärda fruntimmer
- 1968 – Exercis
- 1968 – Flickorna
- 1969 – Herkules Jonssons Storverk
- 1969 – Ni ljuger
- 1970 – Skräcken har 1000 ögon
- 1970 – En kärlekshistoria
- 1970 – Ministern
- 1970 – Lyckliga skitar
- 1972 – Nya hyss av Emil i Lönneberga
- 1972 – Ture Sventon, privatdetektiv
- 1973 – Scener ur ett äktenskap
- 1973 – Pistolen
- 1975 – Emil i Lönneberga (TV-serie)
- 1976 – Det är nu livet börjar
- 1976 – Engeln (TV-serie)
- 1977 – Bröderna Lejonhjärta
- 1977 – Hammarstads BK (TV-serie)
- 1977 – Ärliga blå ögon (TV-serie)
- 1979 – Mor gifter sig (TV-serie)
- 1980 – Sverige åt svenskarna
- 1980 – Mördare! Mördare!
- 1980 – Det vita lyser i mörkret
- 1980 – Hedebyborna (TV-serie)
- 1981 – Göta kanal
- 1981 – Rasmus på luffen
- 1981 – Höjdhoppar'n
- 1981 – Babels hus (TV-serie)
- 1981 – Genombrottet
- 1982 – Mamma
- 1982 – Dom unga örnarna
- 1982 – Fonziegänget
- 1982 – Nattvägen
- 1983 – Profitörerna (TV-serie)
- 1983 – Lyckans ost
- 1984 – Nya himlar och en ny jord (TV-serie)
- 1984 – Panik i butiken (TV-serie)
- 1985 – Vägen till Gyllenblå!
- 1985 – Det blåser på månen (TV-serie)
- 1985 – Korset (TV-serie)
- 1985 – Examen
- 1985 – Krympningen
- 1985 – Snutliv
- 1985 – Det är mänskligt att fela
- 1985 – Bröderna Lejonhjärta (TV-serie)
- 1986 – Esarparen
- 1986 – Hassel – Anmäld försvunnen
- 1986 – Hummerkriget
- 1986 – De två saliga
- 1986 – Sammansvärjningen (TV-serie)
- 1986 – Prästkappan (TV-serie)
- 1986 – Kunglig toilette
- 1987 – Trädet
- 1987–1989 – Varuhuset (TV-serie)
- 1987 – Ängslans boningar
- 1987 – Paganini från Saltängen (TV-serie)
- 1987 – Lysande landning (TV-serie)
- 1988 – Kråsnålen (TV-serie)
- 1989 – Hoppa högst
- 1990 – I skog och mark
- 1991 – Ett paradis utan biljard
- 1991 – Den ofrivillige golfaren
- 1991 – Den goda viljan (TV-serie)
- 1992 – Söndagsbarn
- 1992 – Min store tjocke far
- 1992 – Kejsarn av Portugallien
- 1993 – Glädjekällan
- 1994 – Utmaningen
- 1994 – Ingen som du
- 1994 – Rederiet (TV-serie)
- 1995 – Stora och små män
- 1995 – En nämndemans död (TV-serie)
- 1995 – Alfred
- 1995 – Sjukan (TV-serie)
- 1995 – Du bestämmer (TV-serie)
- 1996 – Nudlar och 08:or (TV-serie)
- 1997 – Snoken (TV-serie)
- 1998 – Glöm inte mamma! (TV-serie)
- 1999 – Oskar
- 2002 – Familjen (TV-serie)
- 2003 – Talismanen (TV-serie)
- 2004 – En spritsaga
- 2005 – Vad ska du ut och göra?
- 2007 – Hjälp! (TV-serie)
- 2008 – Persona non grata
- 2009 – Rosenhill
- 2010 – Kommissarie Winter (TV-serie)
- 2011 – Tjuvarnas jul (TV-serie) (julkalender)
- 2020 – Stall-Erik och snapphanarna (redan inspelat)

## Teater

### Roller (ej komplett)
| År   | Roll                                      | Produktion                                                                     | Regi                        | Teater                           |
| ---- | ----------------------------------------- | ------------------------------------------------------------------------------ | --------------------------- | -------------------------------- |
| 1946 | Tucker                                    | Eskapad Lajos Lajtai och Staffan Tjerneld                                      | William Mollison            | Oscarsteatern                    |
| 1948 |                                           | Kiki Hans Myller                                                               |                             | Hippodromen                      |
| 1953 | Jakob Gatusångaren                        | Tolvskillingsoperan Bertolt Brecht och Kurt Weill                              | John Zacharias              | Norrköping-Linköping stadsteater |
| 1953 | Sedley                                    | Den ljuva timmen Anna Bonacci                                                  | Olof Thunberg               | Norrköping-Linköping stadsteater |
| 1953 |                                           | Vildanden Henrik Ibsen                                                         | Ingrid Luterkort            | Norrköping-Linköping stadsteater |
| 1953 | Joseph                                    | Trasiga änglar Albert Husson                                                   | Olof Thunberg               | Norrköping-Linköping stadsteater |
| 1954 | En radiomatros                            | Måsar över Sorrento Hugh Hastings                                              | John Zacharias              | Norrköping-Linköping stadsteater |
| 1954 | Kammarjunkaren                            | Sagan Hjalmar Bergman                                                          | Olof Thunberg               | Norrköping-Linköping stadsteater |
| 1954 | Henrik                                    | Henrik och Pernille Ludvig Holberg                                             | Ingrid Luterkort            | Norrköping-Linköping stadsteater |
| 1954 | Sakini                                    | Thehuset Augustimånen John Patrick                                             | Olof Thunberg               | Norrköping-Linköping stadsteater |
| 1955 | Célestin Floridor                         | Lilla Helgonet Henri Meilhac, Albert Millaud och Florimond Hervé               | Olof Thunberg               | Norrköping-Linköping stadsteater |
| 1955 | Greve de Chavigny                         | En nyck Alfred de Musset                                                       | Ingrid Luterkort            | Norrköping-Linköping stadsteater |
| 1955 | Kamrern                                   | Jag vill vara en annan Leck Fischer                                            | Kurt-Olof Sundström         | Norrköping-Linköping stadsteater |
| 1955 | Crockson                                  | Vill ni leka med mej? Marcel Achard och Georges Vian Parys                     | John Zacharias              | Norrköping-Linköping stadsteater |
| 1955 | Jepichodov                                | Körsbärsträdgården Anton Tjechov                                               | John Zacharias              | Norrköping-Linköping stadsteater |
| 1955 | Robert de Baudricourt                     | Blåjackor Lajos Lajtai och Lauri Wylie                                         | John Zacharias              | Norrköping-Linköping stadsteater |
| 1956 |                                           | Nalle Puh och hans vänner A.A. Milne                                           | Bertil Norström             | Norrköping-Linköping stadsteater |
| 1956 | Kyrkoherde Canon Chasuble                 | Mister Ernest Oscar Wilde                                                      | Ingrid Luterkort            | Norrköping-Linköping stadsteater |
| 1956 | Herr Kraler                               | Anne Franks dagbok Frances Goodrich och Albert Hackett                         | John Zacharias              | Norrköping-Linköping stadsteater |
| 1956 | Leopold                                   | Vita hästen Hans Müller och Ralph Benatzky                                     | John Zacharias              | Norrköping-Linköping stadsteater |
| 1957 | Engelbrecht, numera bergsman från Dalarna | Gustav Vasa August Strindberg                                                  | John Zacharias              | Norrköping-Linköping stadsteater |
| 1957 | Sedley                                    | Dårskapens timme Anna Bonacci                                                  | Åke Engfeldt                | Helsingborgs stadsteater         |
| 1957 | Auguste                                   | Ut med narren! J.B. Priestley                                                  | Johan Falck                 | Helsingborgs stadsteater         |
| 1957 | Rune                                      | Nationalmonumentet Tor Hedberg                                                 | Rolf Carlsten               | Helsingborgs stadsteater         |
| 1957 | Nonancourt                                | Pariserliv Jacques Offenbach, Henri Meilhac och Ludovic Halévy                 | Soini Wallenius             | Helsingborgs stadsteater         |
| 1958 | Robert de Baudricourt Courcelles          | Sankta Johanna George Bernard Shaw                                             | Johan Falck                 | Helsingborgs stadsteater         |
| 1958 | Mr Fowler                                 | Vid skilda bord Terence Rattigan                                               | Åke Engfeldt                | Helsingborgs stadsteater         |
| 1958 | Don Guzman                                | Figaros bröllop eller Den uppochnervända dagen Pierre de Beaumarchais          | Johan Falck                 | Helsingborgs stadsteater         |
| 1958 | Tibullus                                  | Vägen till Rom Robert E. Sherwood                                              | Kurt-Olof Sundström         | Norrköping-Linköping stadsteater |
| 1958 | Charles Hammond                           | Bättre sent än aldrig Felicity Douglas                                         | John Zacharias              | Norrköping-Linköping stadsteater |
| 1958 | Hertigen av Surrey                        | Richard II William Shakespeare                                                 | Olof Widgren John Zacharias | Norrköping-Linköping stadsteater |
| 1958 | Kyrkoherden                               | Clérambard Marcel Aymé                                                         | Gösta Folke                 | Norrköping-Linköping stadsteater |
| 1959 | Henry                                     | Thermopyle H.C. Branner                                                        | John Zacharias              | Norrköping-Linköping stadsteater |
| 1959 | Poliskommissarien Nattklubbsdirektören    | Ung och grön Dorothy Reynolds och Julian Slade                                 | Ingrid Luterkort            | Norrköping-Linköping stadsteater |
| 1959 | Dr van Droog                              | Den beskedlige älskaren Graham Greene                                          | Lars Barringer              | Norrköping-Linköping stadsteater |
| 1960 | Pat                                       | Gisslan Brendan Behan                                                          | Lars Barringer              | Norrköping-Linköping stadsteater |
| 1960 | Omeletov                                  | Giftermålet Nikolai Gogol                                                      | Sture Ericson               | Norrköping-Linköping stadsteater |
| 1960 | Alain                                     | Äktenskapsskolan Molière                                                       | Rune Carlsten               | Norrköping-Linköping stadsteater |
| 1961 | Monsieur Victor                           | Miss 6 Bertil Norström och Gunnar Hoffsten                                     | Jackie Söderman             | Norrköping-Linköping stadsteater |
| 1961 | Portieren                                 | Nattkyparen Vilhelm Moberg                                                     | John Zacharias              | Norrköping-Linköping stadsteater |
| 1961 | Petronius                                 | Så tuktas en hustyrann John Fletcher                                           | Lars Barringer              | Norrköping-Linköping stadsteater |
| 1961 | Perukmakare Ström                         | Markurells i Wadköping Hjalmar Bergman                                         | Rune Carlsten               | Norrköping-Linköping stadsteater |
| 1962 | Vatelin                                   | Fruar på vift Georges Feydeau                                                  | Lars Barringer              | Norrköping-Linköping stadsteater |
| 1962 | Jeppe                                     | Jeppe på berget Ludvig Holberg                                                 | John Zacharias              | Norrköping-Linköping stadsteater |
| 1962 | Georg Ehnström                            | Min kära är en ros Bo Sköld                                                    | Sture Ericson               | Norrköping-Linköping stadsteater |
| 1963 | Lancelot Dodd                             | I hemligaste laget Arthur Watkyn                                               | Sture Ericson               | Norrköping-Linköping stadsteater |
| 1963 | Charles Sidley                            | Ögon till att se Peter Shaffer                                                 | Lars Barringer              | Norrköping-Linköping stadsteater |
| 1964 | Väktaren                                  | Antigone Sofokles                                                              | Olof Molander               | Norrköping-Linköping stadsteater |
| 1964 | Berättaren                                | Fantasticks Tom Jones och Harvey Schmidt                                       | Lars Gerhard Norberg        | Norrköping-Linköping stadsteater |
| 1964 | Dupont                                    | Grop åt andra Pierre-Aristide Bréal                                            | Lars Barringer              | Norrköping-Linköping stadsteater |
| 1964 | Fjodor Ilitj Kulygin                      | Tre systrar Anton Tjechov                                                      | Lars Barringer              | Norrköping-Linköping stadsteater |
| 1965 | Soldaten Svejk                            | Soldaten Svejk Karl Larsen                                                     | Lars Gerhard Norberg        | Norrköping-Linköping stadsteater |
| 1966 | Juan                                      | Mallorca, Mallorca Gunnar Hoffsten och Bertil Norström                         | John Zacharias              | Norrköping-Linköping stadsteater |
| 1968 | Tevje                                     | Spelman på taket Joseph Stein, Jerry Bock och Sheldon Harnick                  | John Zacharias              | Norrköping-Linköping stadsteater |
| 1969 | Herr Schultz                              | Cabaret John Kander, Fred Ebb och Joe Masteroff                                | John Zacharias              | Norrköping-Linköping stadsteater |
| 1969 | Sancho Panza                              | Mannen från La Mancha Dale Wasserman, Mitch Leigh och Joe Darion               | Lans-Erik Liedholm          | Norrköping-Linköping stadsteater |
| 1970 |                                           | Wermlännigarne Fredrik August Dahlgren och Andreas Randel                      | Bertil Norström             | Norrköping-Linköping stadsteater |
| 1970 | Kung Filip av Frankrike                   | Kung Johan Friedrich Dürrenmatt                                                | Lars Gerhard Norberg        | Norrköping-Linköping stadsteater |
| 1970 |                                           | Ä’ke det gudomligt Bertil Norström                                             | Bertil Norström             | Norrköping-Linköping stadsteater |
| 1970 | Robert Grötzinger                         | Berättelser från Landshut Martin Sperr                                         | Lars Gerhard Norberg        | Norrköping-Linköping stadsteater |
| 1971 | Herr Rik                                  | Celebration Tom Jones och Harvey Schmidt                                       | John Zacharias              | Norrköping-Linköping stadsteater |
| 1971 | Ludvig Klinker                            | Spanska flugan Franz Arnold och Ernst Bach                                     | Torsten Sjöholm             | Norrköping-Linköping stadsteater |
| 1972 | Mjölnaren                                 | Canterburysägner Martin Starkie, Nevill Coghill, Richard Hill och John Hawkins | Torsten Sjöholm             | Norrköping-Linköping stadsteater |
| 1972 |                                           | Firma Norström & Weivers Bertil Norström och Margreth Weivers                  |                             | Norrköping-Linköping stadsteater |
| 1972 | Alvar Svenlöw                             | Hoppsan i sängen Ray Cooney och John Chapman                                   | John Zacharias              | Norrköping-Linköping stadsteater |
| 1973 | Axel von Fersen den äldre                 | Gustav III August Strindberg                                                   | Mimi Pollak                 | Norrköping-Linköping stadsteater |
| 1973 | Puntila                                   | Herr Puntila och hans dräng Matti Bertolt Brecht                               | Jan Lewin                   | Norrköping-Linköping stadsteater |
| 1973 |                                           | Kungens rosor Bertil Norström och Lars Gerhard Norberg                         | Lars Gerhard Norberg        | Norrköping-Linköping stadsteater |
| 1974 |                                           | Leva loppan Georges Feydeau                                                    | Lars Gerhard Norberg        | Norrköping-Linköping stadsteater |
| 1975 | Swanson Rosenstein                        | Göta Kanal Lars Gerhard Norberg, Bertil Norström och Jan-Olof Lindstedt        | Lars Gerhard Norberg        | Norrköping-Linköping stadsteater |
| 1975 | Roulin                                    | Brevbäraren från Arles Ernst Bruun Olsen                                       | Torsten Sjöholm             | Norrköping-Linköping stadsteater |
| 1976 |                                           | Meningen med föreningen Ensemblen vid Västernorrlands Regionteater             | Lars Broling                | Norrköping-Linköping stadsteater |
| 1976 | Förste guden                              | Den goda människan från Sezuan Bertolt Brecht och Paul Dessau                  | Lars Gerhard Norberg        | Norrköping-Linköping stadsteater |
| 1977 |                                           | Kom i min famn Bertil Norström                                                 | Bertil Norström             | Norrköping-Linköping stadsteater |
| 1980 | Patriarken                                | Fabriksflickorna, makten och härligheten Margareta Garpe och Suzanne Osten     | Suzanne Osten               | Stockholms stadsteater           |
| 1980 | Pickel                                    | Hoppla, vi lever! Ernst Toller                                                 | Fred Hjelm                  | Stockholms stadsteater           |
| 1981 | Peppino                                   | Lördag, söndag, måndag Eduardo De Filippo                                      | Andris Blekte               | Stockholms stadsteater           |
| 1989 | Herr Schultz                              | Cabaret John Kander, Fred Ebb och Joe Masteroff                                | Georg Malvius               | Oscarsteatern                    |
| 1991 |                                           | Sköna Helena Jacques Offenbach, Henri Meilhac och Ludovic Halévy               | Georg Malvius               | Vasateatern                      |
| 2003 | Den svarta drottningen Blåsippan          | Alice i Underlandet Lewis Carroll, Lucas Svensson och Ole Anders Tandberg      | Ole Anders Tandberg         | Dramaten                         |

### Regi
| År   | Produktion                                                      | Upphovsmän                                                                      | Teater                                                                     |
| ---- | --------------------------------------------------------------- | ------------------------------------------------------------------------------- | -------------------------------------------------------------------------- |
| 1955 | Pippi Långstrump                                                | Astrid Lindgren                                                                 | Norrköping-Linköping stadsteater                                           |
| 1956 | Nalle Puh och hans vänner                                       | A. A. Milne Dramatisering Eric Olsoni                                           | Norrköping-Linköping stadsteater                                           |
| 1957 | Brott i sol                                                     | Staffan Tjerneld                                                                | Helsingborgs stadsteater                                                   |
| 1959 | Spöket på Canterville The Canterville Ghost                     | Bernt Callenbo efter Oscar Wildes novell                                        | Norrköping-Linköping stadsteater                                           |
| 1959 | Ett resande teatersällskap                                      | August Blanche Bearbetning Staffan Tjerneld                                     | Norrköping-Linköping stadsteater                                           |
| 1960 | Folk och rövare i Kamomilla stad Folk og røvere i Kardemomme by | Thorbjørn Egner och Bjarne Amdahl Översättning Ulf Peder Olrog och Håkan Norlén | Norrköping-Linköping stadsteater                                           |
| 1962 | Hederligt folk Chuckeyhead Story                                | Paul Vincent Carroll Översättning Bengt Anderberg                               | Norrköping-Linköping stadsteater                                           |
| 1963 | Tokan L’Idiote                                                  | Marcel Achard Översättning Evert Lundström                                      | Norrköping-Linköping stadsteater                                           |
| 1964 | Marius                                                          | Marcel Pagnol Översättning Lill-Inger och Göran O. Eriksson                     | Norrköping-Linköping stadsteater                                           |
| 1965 | Tre vita skjortor                                               | Walentin Chorell                                                                | Norrköping-Linköping stadsteater                                           |
| 1965 | Nej, vaudeville                                                 | Johan Ludvig Heiberg Översättning Calle Flygare                                 | Norrköping-Linköping stadsteater                                           |
| 1966 | Människan — detta underliga djur Cet animal étrange             | Gabriel Arout Översättning Lennart Lagervall                                    | Norrköping-Linköping stadsteater                                           |
| 1967 | Å vilken härlig fred!                                           | Hans Alfredson och Tage Danielsson                                              | Norrköping-Linköping stadsteater                                           |
| 1968 | I våras                                                         | Bengt Ahlfors, Frej Lindqvist, Erna Tauro och Pentti Lasanen                    | Norrköping-Linköping stadsteater                                           |
| 1968 | Fanny                                                           | Marcel Pagnol Översättning Erik Berglund                                        | Norrköping-Linköping stadsteater Regi tillsammans med Lars Gerhard Norberg |
| 1969 | Emigranten från Brisbane L'émigré de Brisbane                   | Georges Schehadé Översättning Mikaela och Ingemar Leckius                       | Norrköping-Linköping stadsteater                                           |
| 1970 | Wermlännigarne                                                  | Fredrik August Dahlgren och Andreas Randel                                      | Norrköping-Linköping stadsteater                                           |
| 1970 | Ä’ke det gudomligt                                              | Bertil Norström                                                                 | Norrköping-Linköping stadsteater                                           |
| 1971 | Lavendel                                                        | Walentin Chorell                                                                | Norrköping-Linköping stadsteater                                           |
| 1972 | Den förgyllda lergöken                                          | Emil Norlander                                                                  | Norrköping-Linköping stadsteater                                           |
| 1973 | Slott och koja Ein Strick mit einem Ende                        | Karel Kraus, Zdeněk Mahler och Peter Rada Översättning Herbert Grevenius        | Norrköping-Linköping stadsteater                                           |
| 1974 | Glasmenageriet The Glass Menagerie                              | Tennessee Williams Översättning Sigbrit Lång och Carl-Olof Lång                 | Norrköping-Linköping stadsteater                                           |
| 1975 | Boccaccio                                                       | Franz von Suppé och Bertil Norström                                             | Norrköping-Linköping stadsteater                                           |
| 1976 | Jorden runt på 80 dagar Le Tour du monde en quatre-vingts jours | Jules Verne Dramatisering Bengt Ahlfors                                         | Norrköping-Linköping stadsteater                                           |
| 1976 | Småstadsbor Die deutschen Kleinstädler                          | August von Kotzebue Översättning, bearbetning och visor Bertil Norström         | Norrköping-Linköping stadsteater                                           |
| 1977 | Kom i min famn                                                  | Bertil Norström                                                                 | Norrköping-Linköping stadsteater                                           |